# Janeiro Branco
Janeiro Branco, dosłownie w języku polskim „styczeń biały” – kampania edukacyjna na temat zdrowia psychicznego, rozpoczęta w Brazylii w 2014 roku.

## Historia
Kampanię stworzył brazylijski psycholog Leonardo Abrahão. Pod koniec 2013 roku zaproponował psychologom w Uberlândii, żeby w styczniu 2014 roku wyszli na ulice i rozmawiali o zdrowiu psychicznym. Akcja miała na celu uświadomienie polityków o znaczeniu polityk publicznych dotyczących zdrowia psychicznego.
Kampania objęła swoim zasięgiem takie kraje jak Angola, Kolumbia, Japonia, Stany Zjednoczone, Portugalia i Hiszpania. Te kraje przyjęły i zaakceptowały jej zasady, promując świadomość na temat zdrowia psychicznego na szerszą skalę. W styczniu 2023 roku temat kampanii brzmiał: „Życie wymaga równowagi!”. Podkreślał znaczenie dążenia do równowagi we wszystkich aspektach życia i miał na celu przypomnienie ludziom o priorytetowym traktowaniu swojego zdrowia psychicznego.

## Cele
Kampania ma na celu zwrócenie uwagi na zdrowie psychiczne jako istotny czynnik poprawy jakości życia ludzi, promowanie zdrowszych relacji społecznych i pozytywnych przemian w instytucjach społecznych na całym świecie. Miesiąc styczeń został wybrany strategicznie, ponieważ jako pierwszy miesiąc roku sprzyja większej otwartości na refleksje, nowe postanowienia i cele na nadchodzący rok. Kolor biały symbolizuje czyste strony lub ekrany, na których osoba może rysować, pisać lub przepisywać to, czego pragnie dla siebie i dla świata, symbolizując otwarty horyzont i tworząc poczucie nieograniczonej mocy, jaką każdy początek roku daje ludzkości.
Kampania Janeiro Branco promuje m.in. wykłady, prezentacje, warsztaty, kursy, wywiady dla mediów, transmisje na żywo, spacery, rozmowy i kontakt z ludźmi wszędzie tam, gdzie się znajdują, na ulicach, placach, kościołach, firmach, domach, klubach fitness, centrach handlowych, szpitalach i urzędach miasta.

## Wpływ na prawo brazylijskie
26 kwietnia 2023 roku została opublikowana w brazylijskim dzienniku urzędowym, po zatwierdzeniu przez tamtejszy rząd dzień wcześniej, ustawa 14.556/2023, mająca na celu przeprowadzanie krajowych kampanii edukacyjnych na temat zdrowia psychicznego w styczniu, jako sposobu promowania zdrowych nawyków, środowisk i relacji, a także redukcję stygmatyzacji związanej z chorobami psychicznymi.